# Friedrich Scheffer (Politiker, 1776)
Otto Friedrich Scheffer (* 13. April 1776 in Jesberg; † 10. August 1834 ebenda) war ein deutscher Gastwirt, Ackermann, Branntweinbrenner und Abgeordneter.

## Leben
Scheffer war Gastwirt, Ackermann und Branntweinbrenner in Jesberg. 1815/1816 war er Mitglied des Landtages des Kurfürstentums Hessen-Kassel für den Bauernstand im Schwalmstrom.